# Armana
Armana là một chi bướm đêm thuộc họ Erebidae.